# (934) Thüringia
(934) Thüringia es un asteroide perteneciente al cinturón de asteroides descubierto el 15 de agosto de 1920 por Wilhelm Heinrich Walter Baade desde el observatorio de Hamburgo-Bergedorf, Alemania.

## Designación y nombre
Thüringia fue designado al principio como 1920 HK.
Posteriormente, se nombró por el Thüringia, un barco que cubría la línea Hamburgo-Estados Unidos.

## Características orbitales
Thüringia está situado a una distancia media de 2,746 ua del Sol, pudiendo acercarse hasta 2,145 ua. Su excentricidad es 0,2191 y la inclinación orbital 14,07°. Emplea en completar una órbita alrededor del Sol 1663 días.